# Mölnbo (stacja kolejowa)

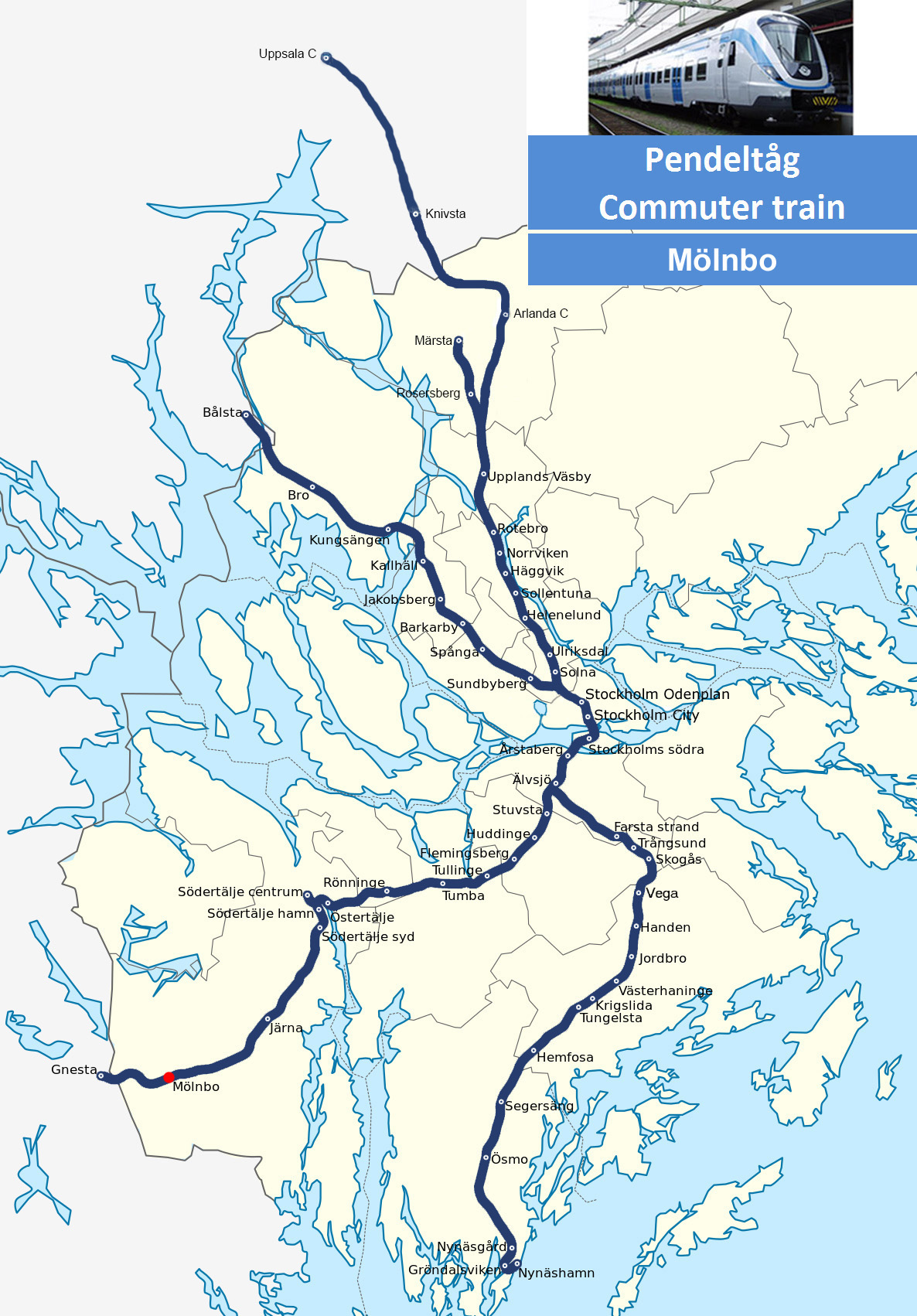
Położenie na mapie sieci pendeltåg

Mölnbo (szwedzki: Mölnbo station) – stacja kolejowa w Mölnbo, w Gminie Södertälje, w regionie Sztokholm, w Szwecji.
Stacja Mölnbo położona jest na Västra stambanan i jest obsługiwana przez pociągi Stockholms pendeltåg na linii Gnesta-Södertälje. Podróż do Dworca centralnego w Sztokholmie trwa 59 minut i 22 min do Södertälje centrum. Pociągi kursują od 5:30 do 23:00 codziennie. W godzinach szczytu kursy wykonywane są co półgodziny. Skomunikowana z pociągami regionalnymi możliwe są w Södertälje. Niektóre pociągi regionalne zatrzymuje się również w Gnesta. Trasa autobusu 786 biegnie pomiędzy Gnesta-Mölnbo-Järna. Czas podróży wynosi 10 min do Gnesta i 14 min do Järna.

## Linie kolejowe
- Västra stambanan